# 郭麟恭
郭麟恭（1944年—），山东荣成人，中华人民共和国政治人物，原辽源市造纸厂厂长，中华全国归国华侨联合会原副主席，第八届全国人大代表，第十届全国政协委员。